# Câmpia Niprului

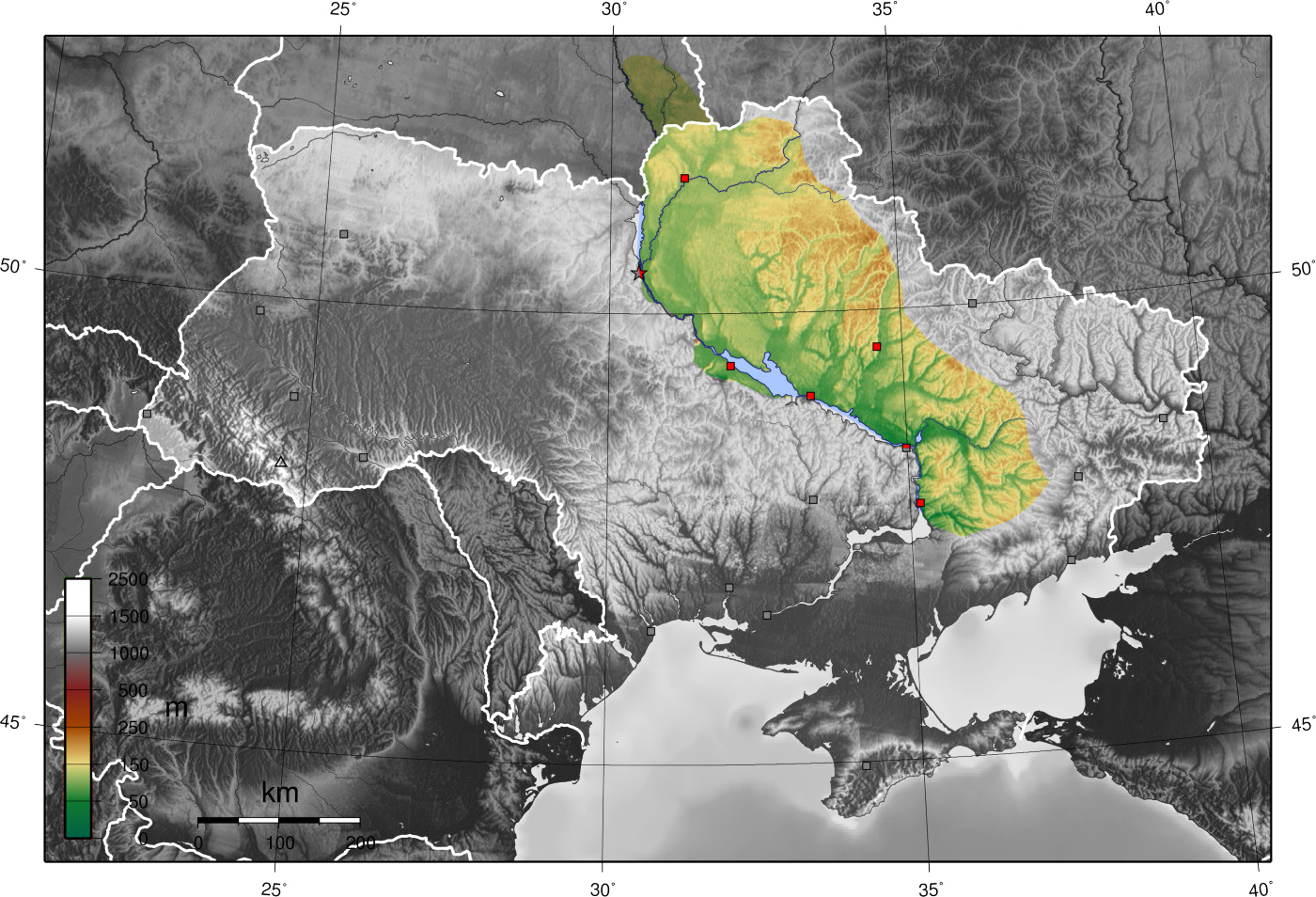
Câmpia Niprului

Câmpia Niprului este o câmpie pe malul stâng al Niprului, situată în regiunile Cernigov, Sumî, Poltava și parțial în regiunile Kiev, Cerkasî, Dnepropetrovsk și Harkov. Se mărginește la est cu ramificațiile Podișului Central Rusesc, la sud cu Podișul Doneț, Podișul Azov și Câmpia Mării Negre, iar la sud-vest cu Podișul Niprului. Înălțimile medii ale câmpiei sunt de 50–170 m, maximă - 236 m. În Câmpia Niprului sunt descrise două subregiuni: Câmpia terasată a  Niprului și Câmpia Poltavei. Geostructural corespunde structurii tectonice Depresiunea Nipru-Doneț. Subsolul conține zăcăminte de petrol și gaze (regiunea petroliferă și gaziferă Nipru-Doneț), sare gemă și materiale de construcție.